# Cam Hiếu
Cam Hiếu là một xã thuộc huyện Cam Lộ, tỉnh Quảng Trị, Việt Nam.

## Địa lý
Xã Cam Hiếu có vị trí địa lý:
- Phía đông giáp thành phố Đông Hà
- Phía tây giáp thị trấn Cam Lộ
- Phía nam giáp huyện Triệu Phong
- Phía bắc giáp xã Cam Thủy.

Xã Cam Hiếu có diện tích tự nhiên 25,85 km², dân số là 5.963 người, mật độ dân số đạt 231 người/km².

## Hành chính
Xã Cam Hiếu được chia thành 7 thôn: Bích Giang, Định Xá, Mộc Đức, Trương Xá, Nam Hiếu 1, Nam Hiếu 2, Nam Hiếu 3.

## Lịch sử
Xã Cam Hiếu được thành lập ngày 19 tháng 10 năm 1991 theo quyết định của Chủ tịch Hội đồng Bộ trưởng nay là Thủ tướng chính phủ.

## Kinh tế
Dân cư tập trung chủ yếu ở ven 2 bên bờ Sông Hiếu. Là cửa ngõ phía Đông của huyện Cam Lộ, nằm trên tuyến hành lang kinh tế Đông Tây. Dân cư sống chủ yếu bằng nghề nông nghiệp chiếm 80% dân số. Cây trồng chủ yếu: lúa, lạc và một số loại rau màu khác: ngô, khoai...

## Giao thông
Có tuyến Quốc lộ 9A và 9D đi qua.